# آدم دوكر
آدم دوكر (بالإنجليزية: Adam Docker)‏ هو لاعب كرة قدم باكستاني في مركز ظهير ‏، ولد في 17 نوفمبر 1985 في روتشديل في المملكة المتحدة. لعب مع أشتون يونايتد وبانغور سيتي وسالفورد سيتي ونادي ألترينتشام ونادي اتحاد مانشستر ونادي بورثمادوغ ونادي بوري ونادي تشورلي.